# Arrondissement de Moulins
L'arrondissement de Moulins est une division administrative française, située dans le département de l'Allier et la région Auvergne-Rhône-Alpes.

## Composition

### Ancienne composition avant le redécoupage cantonal
Canton de Bourbon-l'Archambault (8 communes)Bourbon-l'Archambault, Buxières-les-Mines, Franchesse, Saint-Aubin-le-Monial, Saint-Hilaire, Saint-Plaisir, Vieure et Ygrande.
Canton de Chantelle (15 communes)Barberier, Chantelle, Chareil-Cintrat, Charroux, Chezelle, Deneuille-lès-Chantelle, Étroussat, Fleuriel, Monestier, Saint-Germain-de-Salles, Target, Taxat-Senat, Fourilles, Ussel-d'Allier et Voussac.
Canton de Chevagnes (10 communes)Beaulon, La Chapelle-aux-Chasses, Chevagnes, Chézy, Gannay-sur-Loire, Garnat-sur-Engièvre, Lusigny, Paray-le-Frésil, Saint-Martin-des-Lais et Thiel-sur-Acolin.
Canton de Dompierre-sur-Besbre (9 communes)Coulanges, Diou, Dompierre-sur-Besbre, Molinet, Monétay-sur-Loire, Pierrefitte-sur-Loire, Saint-Pourçain-sur-Besbre, Saligny-sur-Roudon et Vaumas.
Canton de Lurcy-Lévis (9 communes)Château-sur-Allier, Couleuvre, Couzon, Limoise, Lurcy-Lévis, Neure, Pouzy-Mésangy, Saint-Léopardin-d'Augy et Le Veurdre.
Canton du Montet (11 communes)Châtel-de-Neuvre, Châtillon, Cressanges, Deux-Chaises, Meillard, Le Montet, Rocles, Saint-Sornin, Le Theil, Treban et Tronget.
Canton de Moulins-Ouest (6 communes + fraction Moulins)Aubigny, Avermes, Bagneux, Coulandon, Montilly et Neuvy.
Canton de Moulins-Sud (2 communes + fraction Moulins)Bressolles et Toulon-sur-Allier.
Canton de Neuilly-le-Réal (9 communes)Bessay-sur-Allier, Chapeau, La Ferté-Hauterive, Gouise, Mercy, Montbeugny, Neuilly-le-Réal, Saint-Gérand-de-Vaux et Saint-Voir.
Canton de Saint-Pourçain-sur-Sioule (14 communes)Bayet, Bransat, Cesset, Contigny, Laféline, Loriges, Louchy-Montfand, Marcenat, Monétay-sur-Allier, Montord, Paray-sous-Briailles, Saint-Pourçain-sur-Sioule, Saulcet et Verneuil-en-Bourbonnais.
Canton de Souvigny (11 communes)Agonges, Autry-Issards, Besson, Bresnay, Chemilly, Gipcy, Marigny, Meillers, Noyant-d'Allier, Saint-Menoux et Souvigny.
Canton d'Yzeure (6 communes)Aurouër, Gennetines, Saint-Ennemond, Trévol, Villeneuve-sur-Allier et Yzeure.
En 2017, les limites changent puisque Target, Monestier et Chezelle intègrent l'arrondissement de Vichy. Chassenard fait le chemin inverse.

### Ancien découpage communal de 2015 à 2024
Depuis 2015, le nombre de communes des arrondissements varie chaque année soit du fait du redécoupage cantonal de 2014 qui a conduit à l'ajustement de périmètres de certains arrondissements, soit à la suite de la création de communes nouvelles. Le nombre de communes de l'arrondissement de Moulins est ainsi de 111 en 2015, 111 en 2016 et 109 en 2017.

### Découpage communal actuel depuis 2024
La composition de l'arrondissement est modifiée par l'arrêté préfectoral du 2 janvier 2024 prenant effet au 1er janvier 2024, le nombre de communes passant de 109 à 67.
Au 1er janvier 2024, l'arrondissement groupe les 67 communes suivantes :
1. Agonges
2. Aubigny
3. Aurouër
4. Autry-Issards
5. Avermes
6. Bagneux
7. Bessay-sur-Allier
8. Besson
9. Bourbon-l'Archambault
10. Bresnay
11. Bressolles
12. Buxières-les-Mines
13. Chapeau
14. La Chapelle-aux-Chasses
15. Château-sur-Allier
16. Châtel-de-Neuvre
17. Châtillon
18. Chemilly
19. Chevagnes
20. Chézy
21. Coulandon
22. Couzon
23. Cressanges
24. Deux-Chaises
25. Franchesse
26. Gannay-sur-Loire
27. Garnat-sur-Engièvre
28. Gennetines
29. Gipcy
30. Gouise
31. Limoise
32. Louroux-Bourbonnais
33. Lurcy-Lévis
34. Lusigny
35. Marigny
36. Meillard
37. Meillers
38. Montbeugny
39. Le Montet
40. Montilly
41. Moulins
42. Neuilly-le-Réal
43. Neure
44. Neuvy
45. Noyant-d'Allier
46. Paray-le-Frésil
47. Pouzy-Mésangy
48. Rocles
49. Saint-Aubin-le-Monial
50. Saint-Ennemond
51. Saint-Hilaire
52. Saint-Léopardin-d'Augy
53. Saint-Martin-des-Lais
54. Saint-Menoux
55. Saint-Plaisir
56. Saint-Sornin
57. Souvigny
58. Thiel-sur-Acolin
59. Toulon-sur-Allier
60. Treban
61. Trévol
62. Tronget
63. Le Veurdre
64. Vieure
65. Villeneuve-sur-Allier
66. Ygrande
67. Yzeure

## Démographie
En 2022, l'arrondissement comptait 76 303 habitants.
| 1968    | 1975    | 1982    | 1990    | 1999    | 2006    | 2011    | 2016    | 2021   |
| ------- | ------- | ------- | ------- | ------- | ------- | ------- | ------- | ------ |
| 116 866 | 114 908 | 113 250 | 110 475 | 106 705 | 105 957 | 105 520 | 106 124 | 76 316 |

| 2022   | - | - | - | - | - | - | - | - |
| ------ | - | - | - | - | - | - | - | - |
| 76 303 | - | - | - | - | - | - | - | - |